# Coppa Sabatini 2023
La 71.ª edición de la clásica ciclista Coppa Sabatini fue una carrera en Italia que se celebró el 14 de septiembre de 2023 con inicio y final en la ciudad de Peccioli sobre un recorrido de 198,9 kilómetros.
La carrera formó parte del UCI ProSeries 2023, dentro de la categoría 1.Pro, y fue ganada por el suizo Marc Hirschi del UAE Team Emirates. Completaron el podio, como segundo y tercer clasificado respectivamente, el francés Pavel Sivakov del INEOS Grenadiers y el esloveno Tadej Pogačar del UAE Emirates.

## Equipos participantes
Tomaron parte en la carrera 18 equipos: 7 de categoría UCI WorldTeam invitados por la organización, 6 de categoría UCI ProTeam y 5 de categoría Continental. Formaron así un pelotón de 124 ciclistas de los que acabaron 48. Los equipos participantes fueron:
| WorldTeams (7)- Astana Qazaqstan Team - Cofidis - EF Education-EasyPost - Ineos Grenadiers - Intermarché-Circus-Wanty - Team Jayco AlUla - UAE Team Emirates ProTeams (6)- Eolo-Kometa - Euskaltel-Euskadi - Green Project-Bardiani CSF-Faizanè - Q36.5 Pro Cycling Team - Team Corratec-Selle Italia - TotalEnergies Equipos continentales (5)- Electro Hiper Europa - GW Shimano-Sidermec - MG.K Vis Colors For Peace - Team Technipes #inEmiliaRomagna - Work Service-Vitalcare-Dynatek |
| |

## Clasificación final
- La clasificación finalizó de la siguiente forma:[3]

| \| Clasificación general \| Clasificación general \| Clasificación general \| Clasificación general \| Clasificación general \| \| Ciclista \| Ciclista \| Equipo \| Tiempo \| \| \| --------------------- \| --------------------- \| ---------------------- \| --------------------- \| --------------------- \| \| 1.º \| Marc Hirschi \| UAE Team Emirates \| 4 h 47 min 15 s \| \| \| 2.º \| Pavel Sivakov \| Ineos Grenadiers \| + 2 s \| \| \| 3.º \| Tadej Pogačar \| UAE Team Emirates \| + 18 s \| \| \| 4.º \| Guillaume Martin \| Cofidis \| + 18 s \| \| \| 5.º \| Alexéi Lutsenko \| Astana Qazaqstan Team \| + 18 s \| \| \| 6.º \| Walter Calzoni \| Q36.5 Pro Cycling Team \| + 2 min 10 s \| \| \| 7.º \| Richard Carapaz \| EF Education-EasyPost \| + 2 min 17 s \| \| \| 8.º \| Michael Valgren \| EF Education-EasyPost \| + 3 min 54 s \| \| \| 9.º \| George Bennett \| UAE Team Emirates \| + 4 min 45 s \| \| \| 10.º \| Mathieu Burgaudeau \| TotalEnergies \| + 6 min 04 s \| \| |                    |                        |                 |
| |                    |                        |                 |
| Fuente: ProCyclingStats |                    |                        |                 |
| Clasificación general |                    |                        |                 |
| Ciclista | Ciclista           | Equipo                 | Tiempo          |
| 1.º | Marc Hirschi       | UAE Team Emirates      | 4 h 47 min 15 s |
| 2.º | Pavel Sivakov      | Ineos Grenadiers       | + 2 s           |
| 3.º | Tadej Pogačar      | UAE Team Emirates      | + 18 s          |
| 4.º | Guillaume Martin   | Cofidis                | + 18 s          |
| 5.º | Alexéi Lutsenko    | Astana Qazaqstan Team  | + 18 s          |
| 6.º | Walter Calzoni     | Q36.5 Pro Cycling Team | + 2 min 10 s    |
| 7.º | Richard Carapaz    | EF Education-EasyPost  | + 2 min 17 s    |
| 8.º | Michael Valgren    | EF Education-EasyPost  | + 3 min 54 s    |
| 9.º | George Bennett     | UAE Team Emirates      | + 4 min 45 s    |
| 10.º | Mathieu Burgaudeau | TotalEnergies          | + 6 min 04 s    |

## UCI World Ranking
La Coppa Sabatini otorgó puntos para el UCI World Ranking para corredores de los equipos en las categorías UCI WorldTeam, UCI ProTeam y Continental. Las siguientes tablas muestran el baremo de puntuación y los 10 corredores que obtuvieron más puntos:
| Posición              | 1.º | 2.º | 3.º | 4.º | 5.º | 6.º | 7.º | 8.º | 9.º | 10.º | 11.º | 12.º | 13.º | 14.º | 15.º | 16.º-30.º | 31.º-40.º |
| Clasificación general | 200 | 150 | 125 | 100 | 85  | 70  | 60  | 50  | 40  | 35   | 30   | 25   | 20   | 15   | 10   | 5         | 3         |

| Clasificación |                    |                       |         |
| Posición      | Ciclista           | Equipo                | General |
| ------------- | ------------------ | --------------------- | ------- |
| 1.º           | Marc Hirschi       | UAE Emirates          | 200     |
| 2.º           | Pavel Sivakov      | INEOS Grenadiers      | 150     |
| 3.º           | Tadej Pogačar      | UAE Emirates          | 125     |
| 4.º           | Guillaume Martin   | Cofidis               | 100     |
| 5.º           | Alexéi Lutsenko    | Astana Qazaqstan      | 85      |
| 6.º           | Walter Calzoni     | Q36.5                 | 70      |
| 7.º           | Richard Carapaz    | EF Education-EasyPost | 60      |
| 8.º           | Michael Valgren    | EF Education-EasyPost | 50      |
| 9.º           | George Bennett     | UAE Emirates          | 40      |
| 10.º          | Mathieu Burgaudeau | TotalEnergies         | 35      |